# 秋山遊楽
秋山 遊楽（あきやま ゆうが、1994年8月21日 - ）は、日本の俳優である。

## 出演

### テレビドラマ
- 3年B組金八先生ファイナル〜「最後の贈る言葉」4時間SP（2011年3月27日、TBS） - 宮崎和志 役

### 映画
- 悪の教典（2012年11月10日、東宝） - 脇村肇 役

### 舞台
- トーマの心臓（2014年5月24日 - 7月13日、紀伊國屋ホールほか、東京/大阪）
- NODA MAP 第20回公演 逆鱗（2016年1月29日 - 4月3日、東京芸術劇場ほか、東京/大阪/北九州）
- NODA MAP 第21回公演 足跡姫〜時代錯誤冬幽霊〜（2017年1月18日 - 3月12日、東京芸術劇場 プレイハウス）
- NODA・MAP 第27回公演 正三角関係（2024年7月11日 - 10月10日、東京芸術劇場 プレイハウス 他）[1][2]
- カムカムミニキーナ vol.74公演 鶴人（2024年12月5日 - 15日、座・高円寺1 / 12月21日・22日、近鉄アート館）[3]
- CCCreation Presents 近松心中物語（2025年10月18日 - 26日〈予定〉、KAAT神奈川芸術劇場 大スタジオ）[4]